# جبل البركل
جبل البركل (بالإنجليزية: Gebel Barkal) جبل صغير جداً بارتفاع 98 متر، يقع علي بعد 400 كيلو متر شمال العاصمة السودانية في الولاية الشمالية جوار مدينة كريمة عند الانحناء النيلي الكبير، ويتميز بقمته المسطحة.
وكان من المعالم الأساسية في الطرق التجارية بين وسط إفريقيا والجزيرة العربية ومصر حيث أن مكانه هو المكان الأفضل لعبور النيل إلى كلتا الضفتين، وكذلك لكونه يشكل جزءً أساسياً من حضارة نبتة الدولة المدينة التي نشأت على سفوحه، وقد تم إعلان الموقعين نبتة وجبل البركل كأحد مواقع التراث العالمي الإنساني التابعة لليونسكو في عام 2003 م.

## تاريخياً
هو من المواقع التاريخية المحورية التي شهدت جزءاً طويل من الحضارات النوبية أو الكوشية القديمة التي امتدت لأكثر من 5 الاف عام، ولكن أبرز الأحداث التاريخية يبقي غزو الفرعون تحتمس الثالث للمنطقة في العام 1450 ق.م وإنشاءه حامية عسكرية جوار نبتة ومعتبراً بذلك ان تلك النقطة هي حدوده الجنوبية.
وبعد 300 عام من ذلك تحولت نبتة الي عاصمة المملكة الكوشية وقام ملوك الأسرة الخامسة والعشرون بتشييد معبد امون النبتي في المدينة والذي يعتبر من المعابد الضخمة والتي تعتبر مقدسة لدي السكان المحليين حتي اليوم، كما قام بعانخي بنصب مسلته الشهيرة التي أسماها 20 عاماً من الانتصارات.

## التنقيب
اكتشف منقبون أوربيون في عام 1820م ثلاثة قصور وحوالي ثلاثة عشر معبداً على الأقل حول الجبل، كما اكتشف ضابط مصري عام 1862م خمس نقوش تعود للفترة الإنتقالية الثالثة وقام بإيداعها في متحف القاهرة، وتوالت البعثات بعد ذلك مثل البعثة المشتركة بين جامعة هارفارد ومتحف الفنون الجميلة في بوسطن بقيادة العالم المعروف جورج اندرو ريزنر، وبعثة جامعة روما سابينزا التي عملت في الجبل طوال سبعينيات القرن الماضي بإشراف العالم سيرجيو دونادوني والتحق بهم في الثمانينيات فريق آخر من جامعة بوسطن بإشراف العالم تيموثي كندال.

## الإهرامات
كان جبل البركل مقبرة ملكية خلال الفترة المروية.  يرجع تاريخ أقدم المدافن إلى القرن الثالث قبل الميلاد.
- الهرم رقم 1 يعود لملك كوشي من اواسط القرن الأول قبل الميلاد.
- الهرم رقم 2 يعود للملك تريكاس 25-29 ق.م
- الهرم رقم 4 يعود للملكة أماني ريناس أو الكنداكة من القرن الأول قبل الميلاد.
- الهرم رقم 6 يعود للملكة ناوي دماك من القرن الأول قبل الميلاد.
- الهرم رقم 7 يعود للملك صبرا كماني - القرن الثالث قبل الميلاد.
- الهرم رقم 9 يعود لملك أو ملكة من القرن الثاني قبل المياد.
- الهرم رقم11 يعود للملك اكتسينس أو الملك اريا ماني - القرن الثالث قبل الميلاد.
- الهرم رقم14 يعود للملك اكتسينس أو الملك اريا ماني - القرن الثالث قبل الميلاد.
- الهرم رقم15 يعود لملك كوشي مجهول - القرن الثالث قبل الميلاد.

## معرض الصور

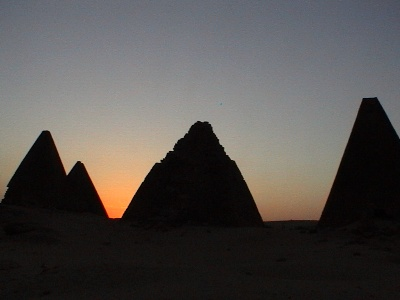
إهرامات جوار جبل البركل
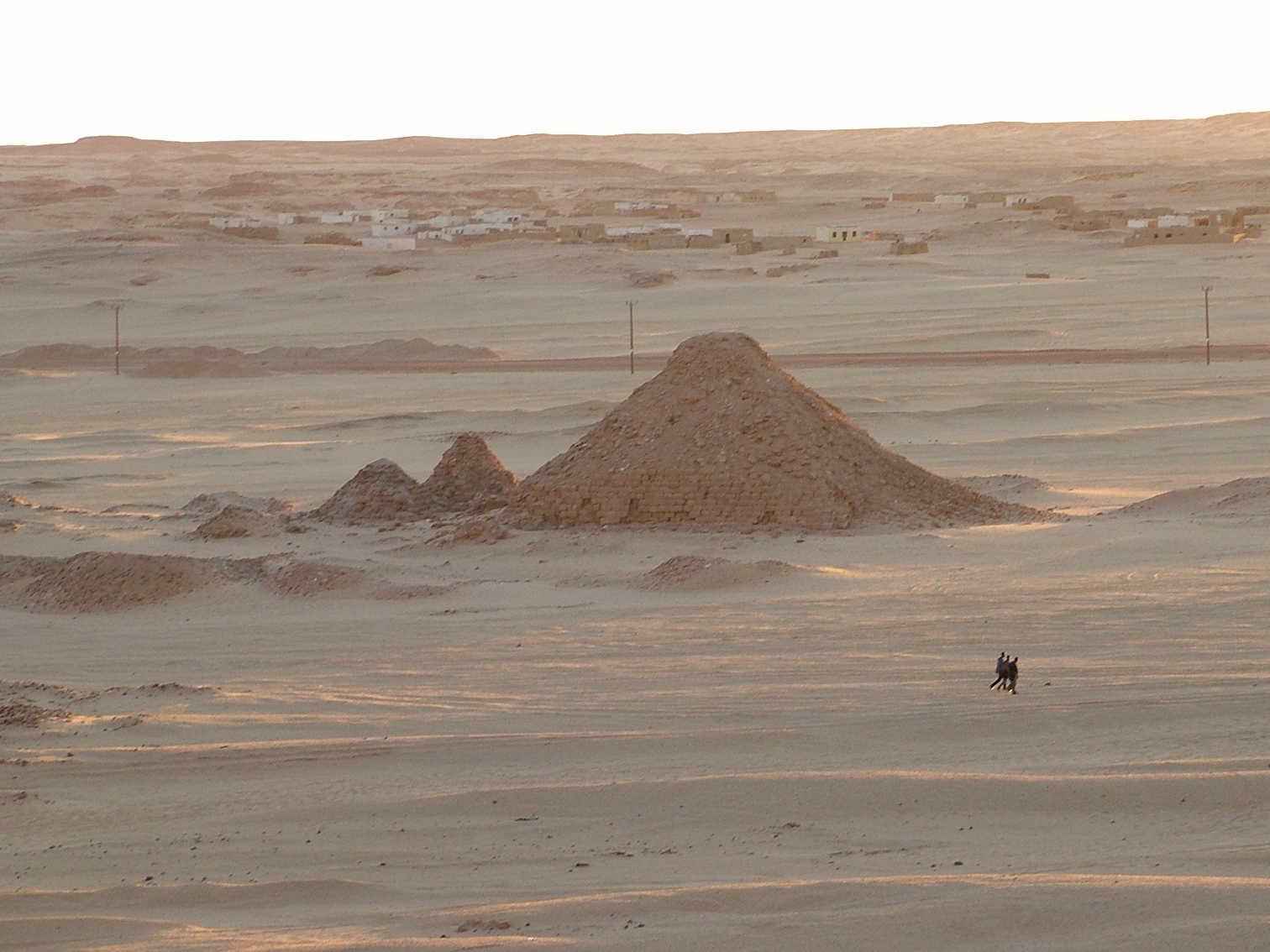
إهرامات الجزء الجنوبي
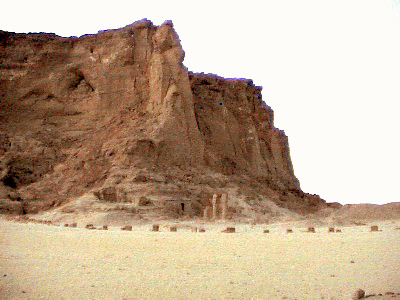
أخر الأعمدة المتبقية من معبد أمون النبتي
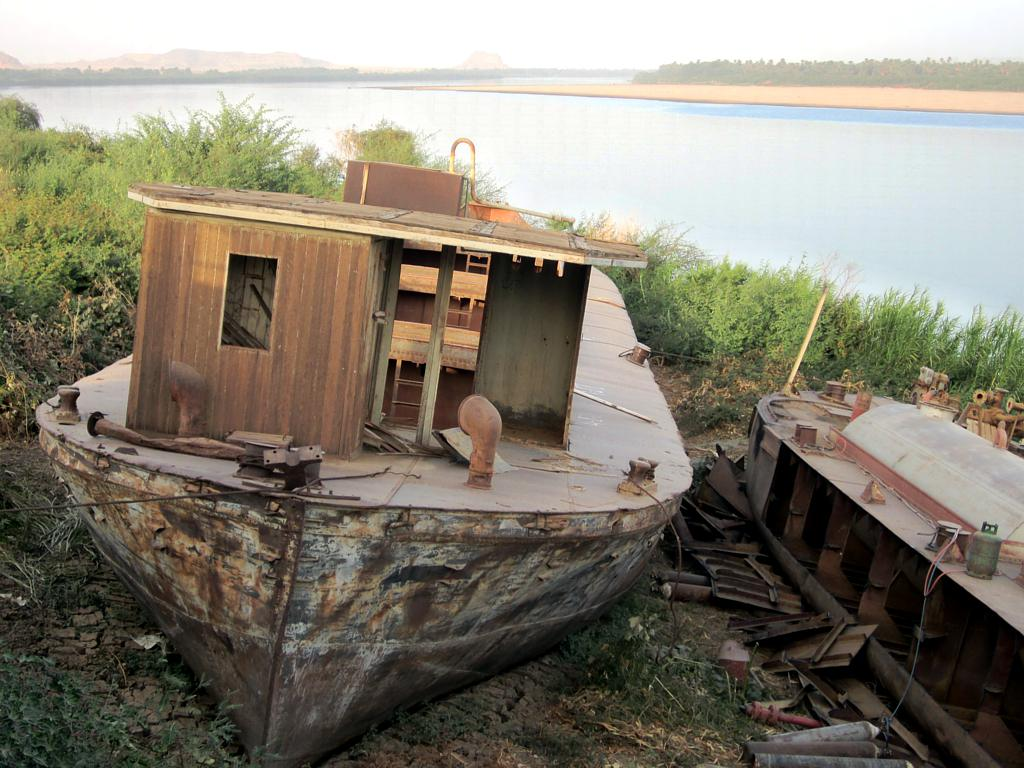
مراكب مهجورة علي جانب النهر في كريمة بالسودان
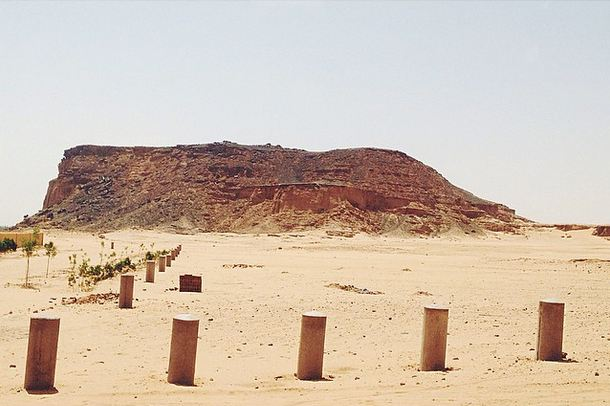
جبل البركل , شمال السودان
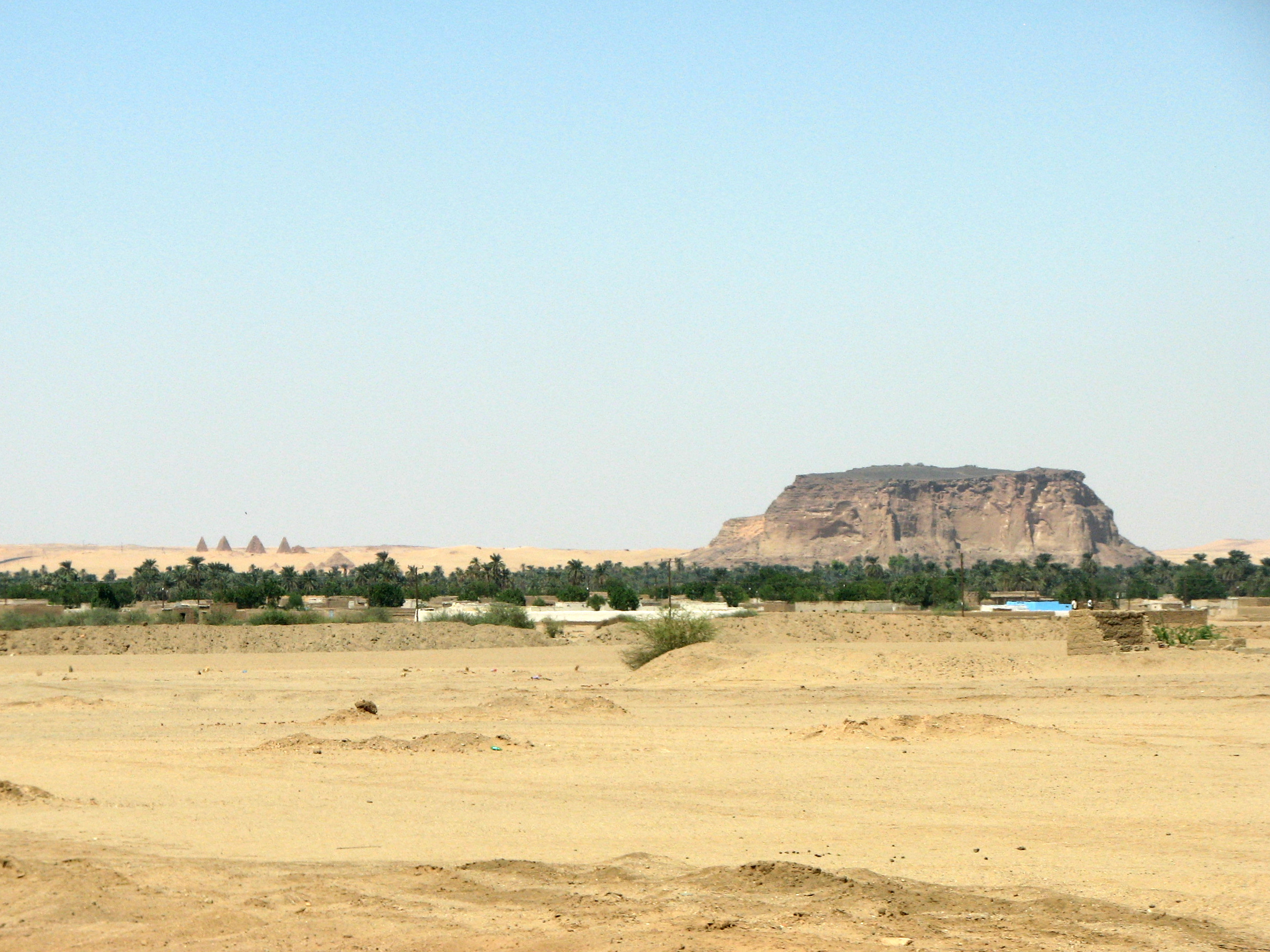
جبل البركل وإهرامات مروي
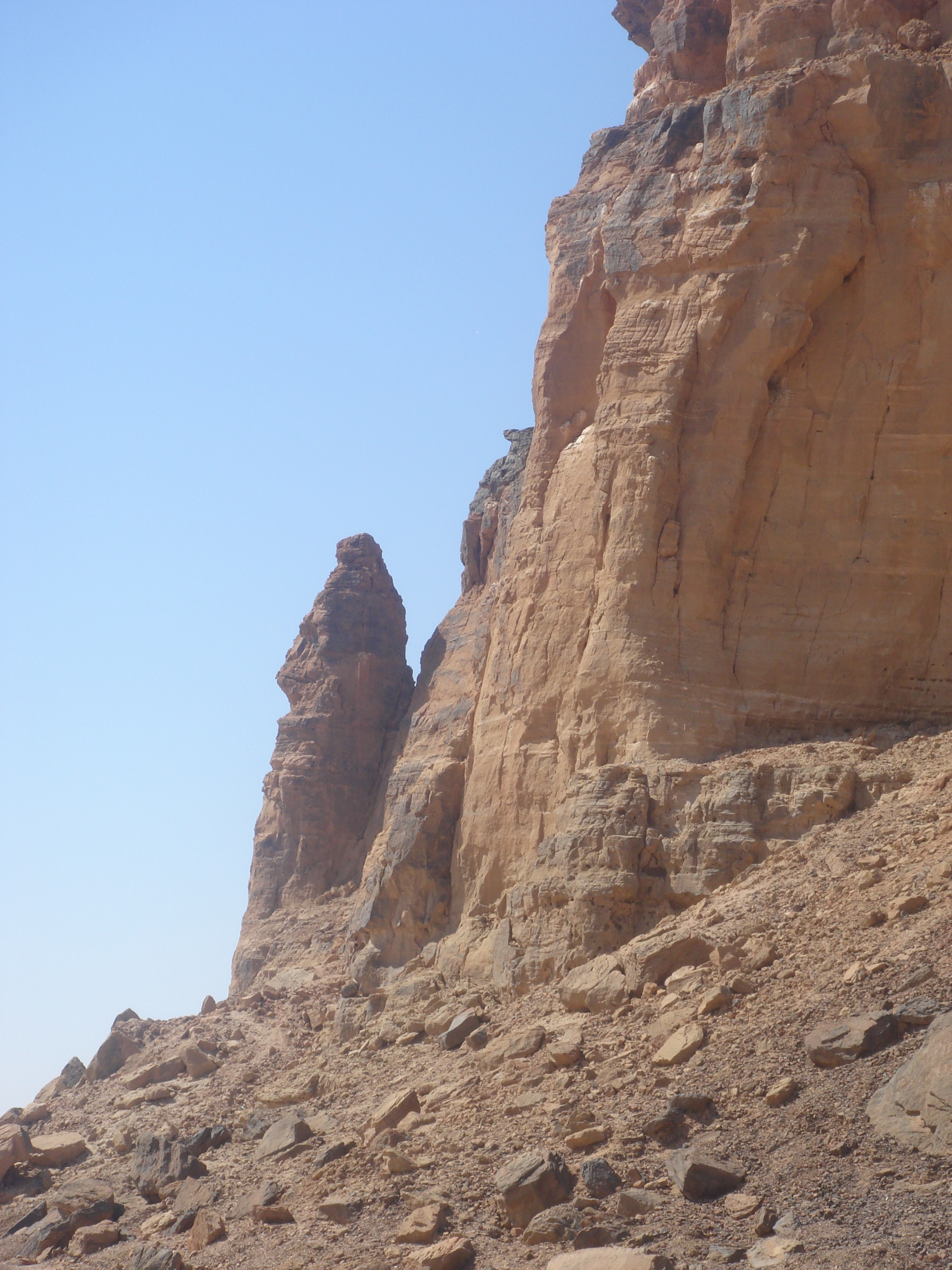
جبل البركل ومواقع منطقة نبتة
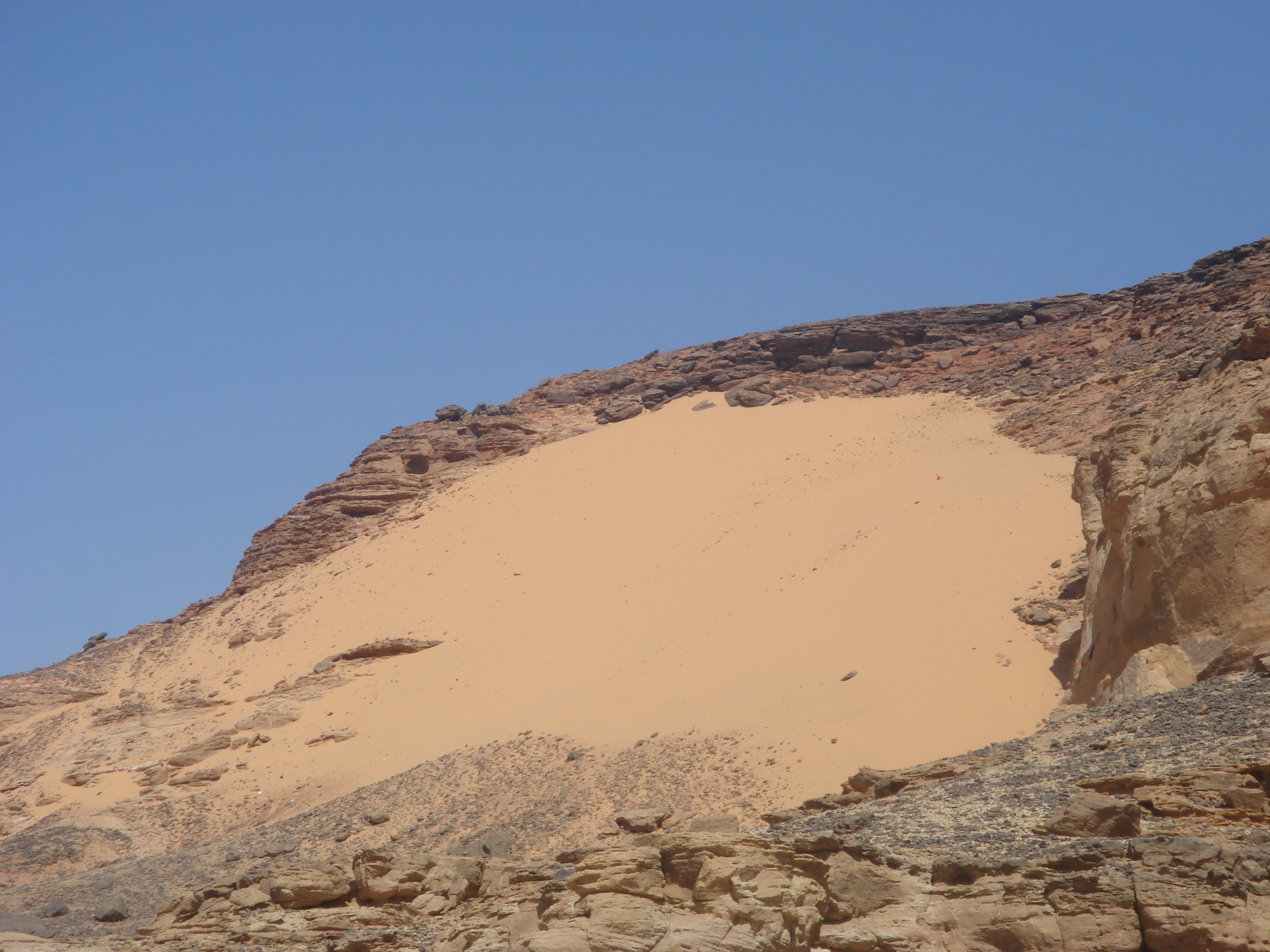
منطقة نبتة
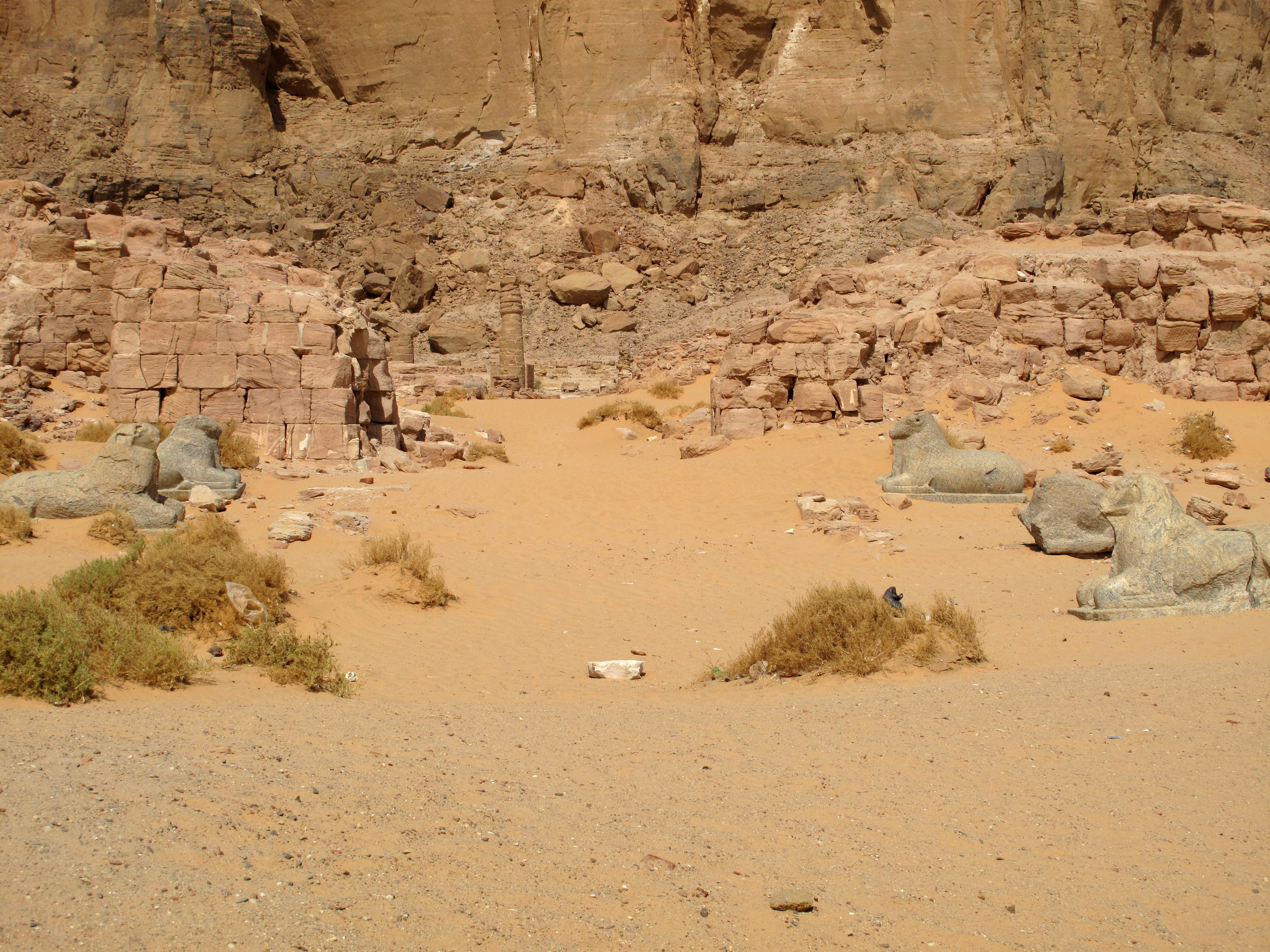
منطقة نبتة
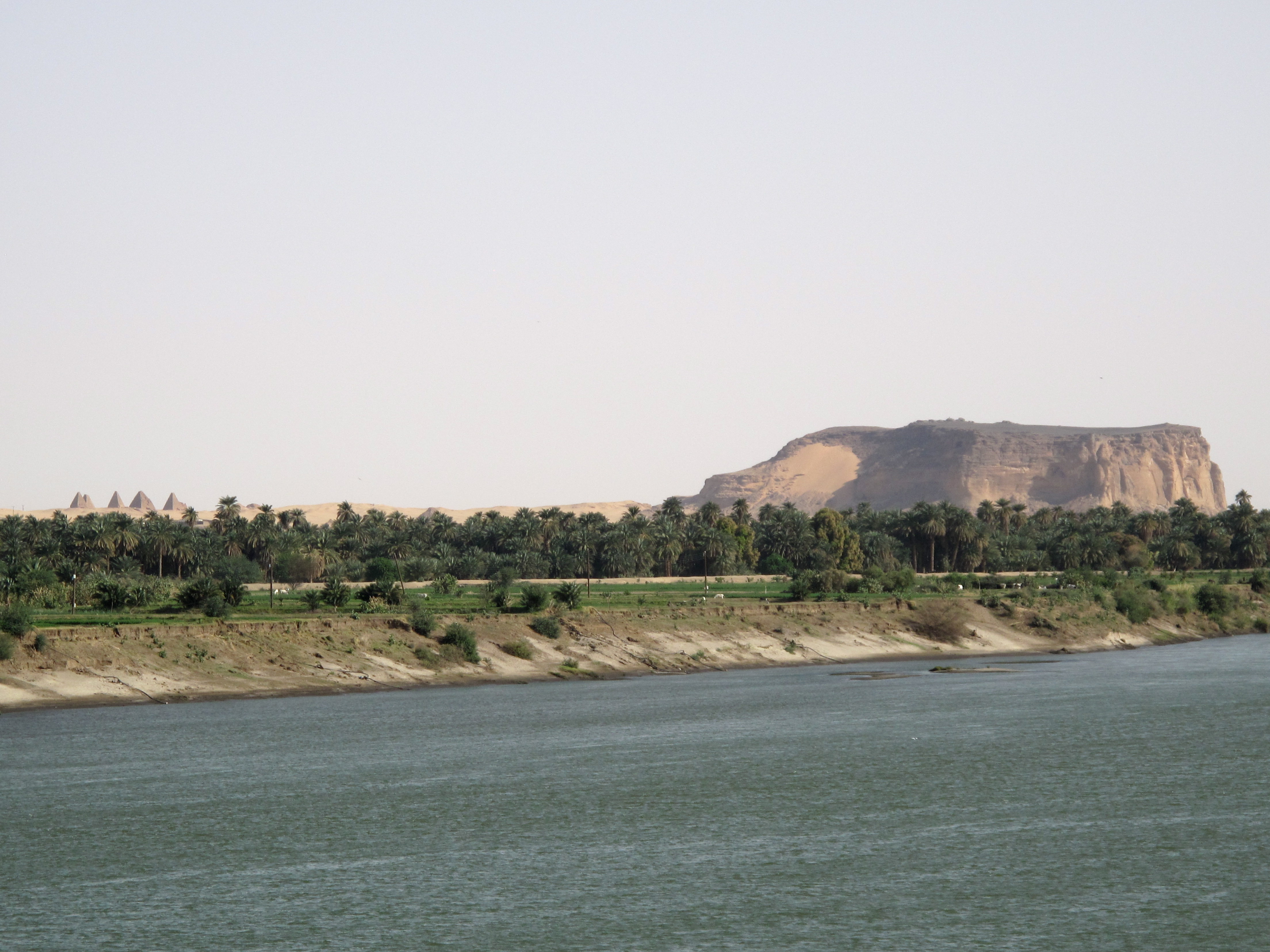
منطقة نبتة
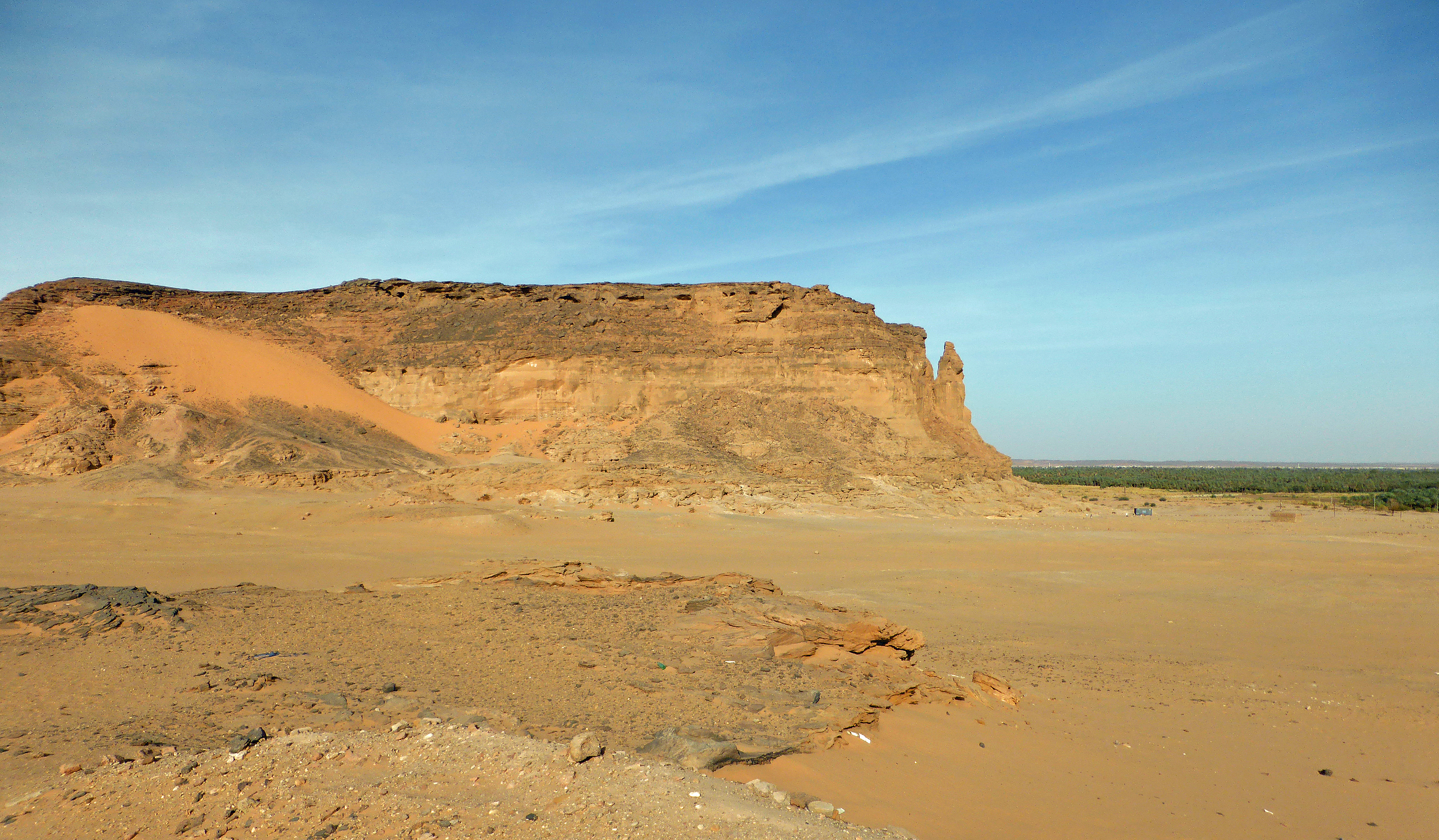
جبل بركل
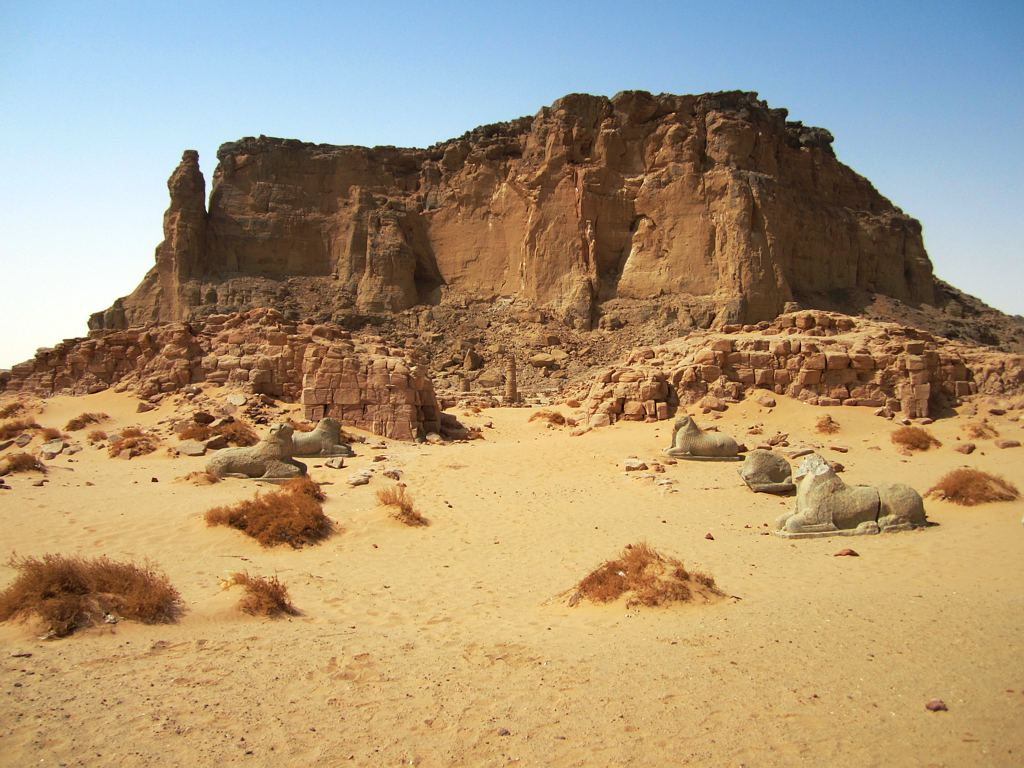
جبل بركل
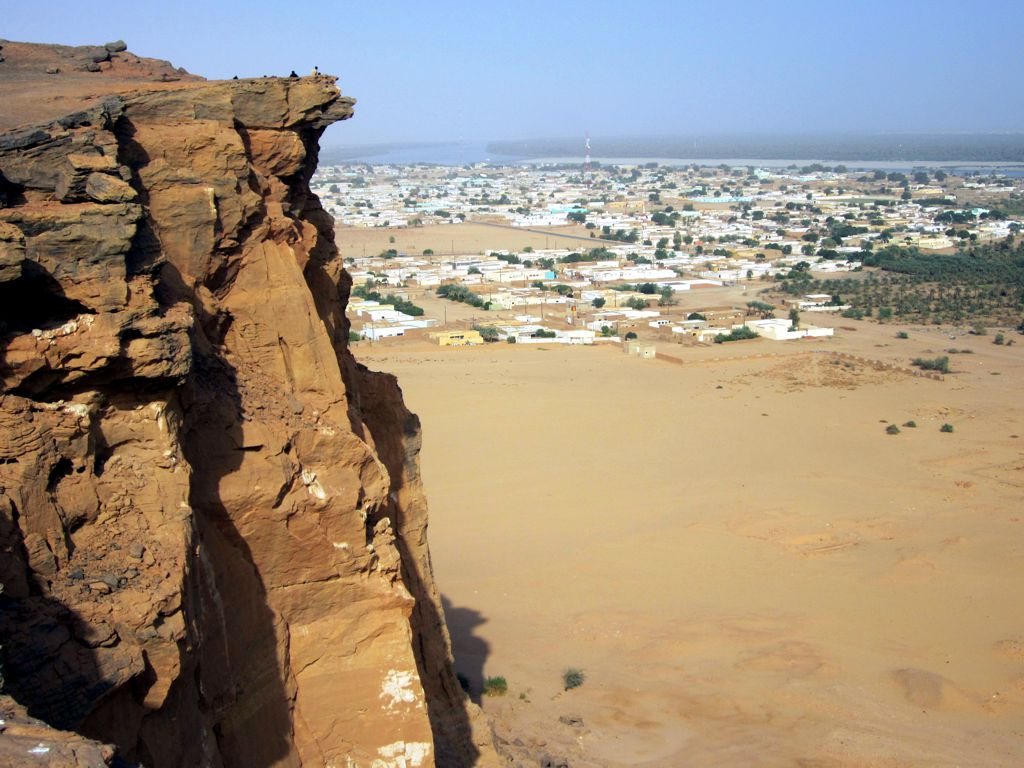
نهر النيل /مدينة كريمة من قمة جبل البركل.
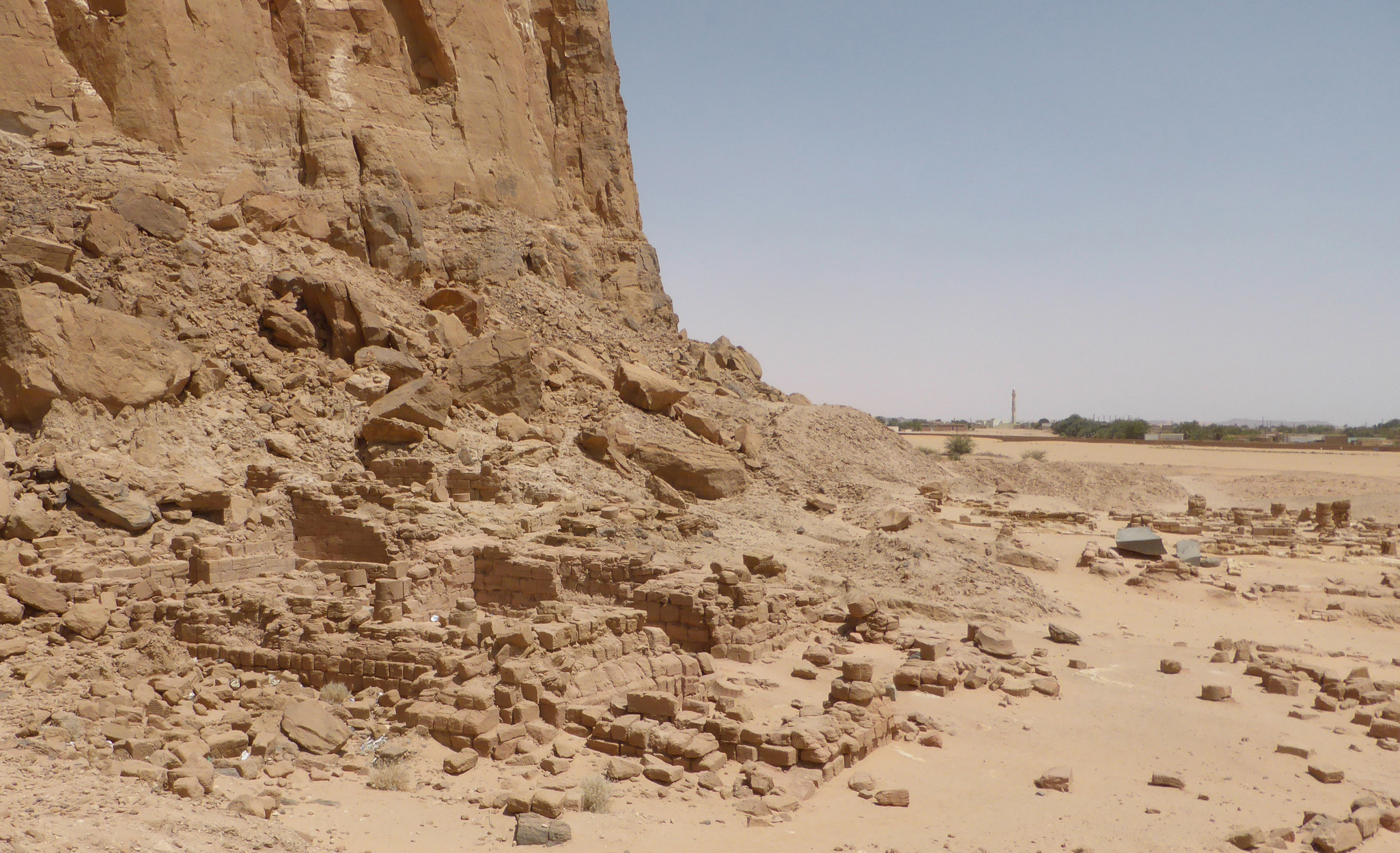
المعبد عند سفح جبل البركل
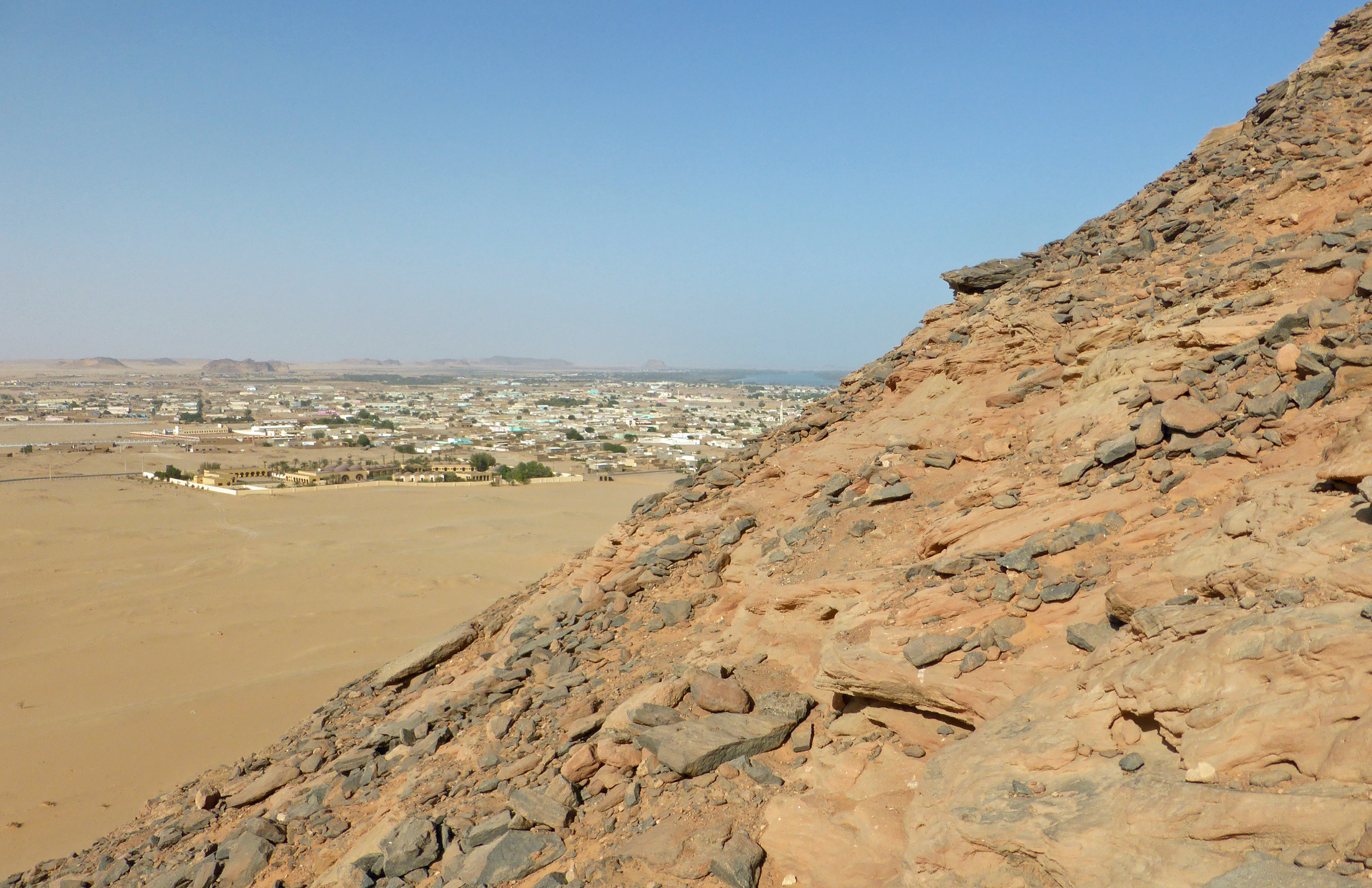
منظر من جبل بكرل
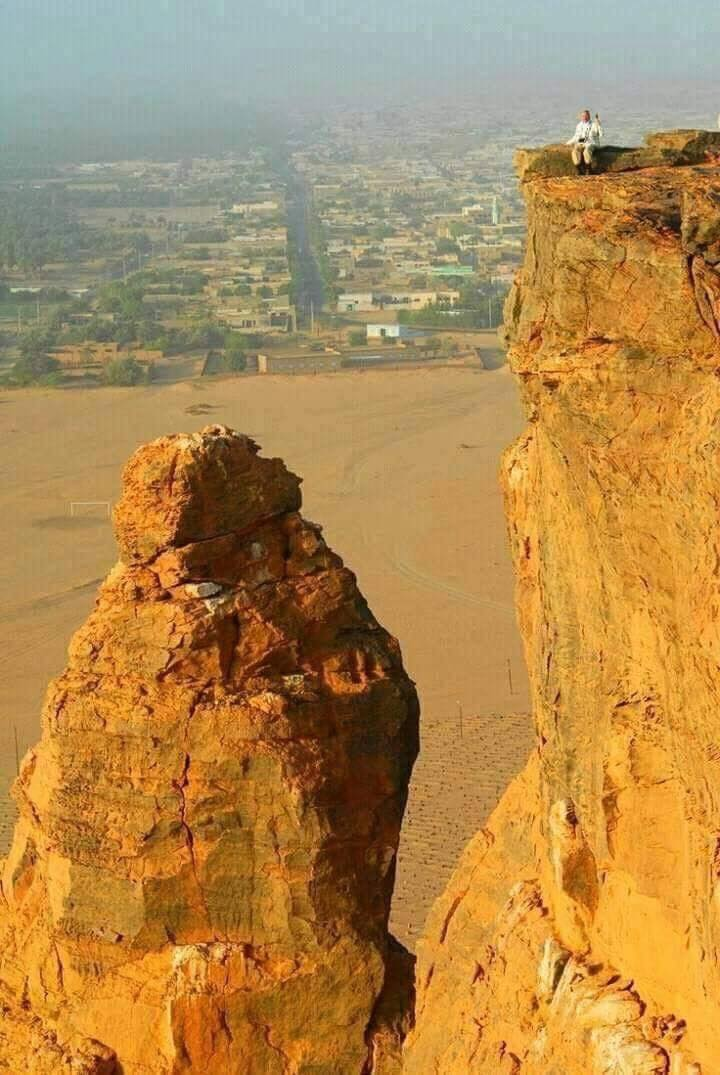
جبل البركل مهد الحضارة

## القطع الأثرية في المتاحف

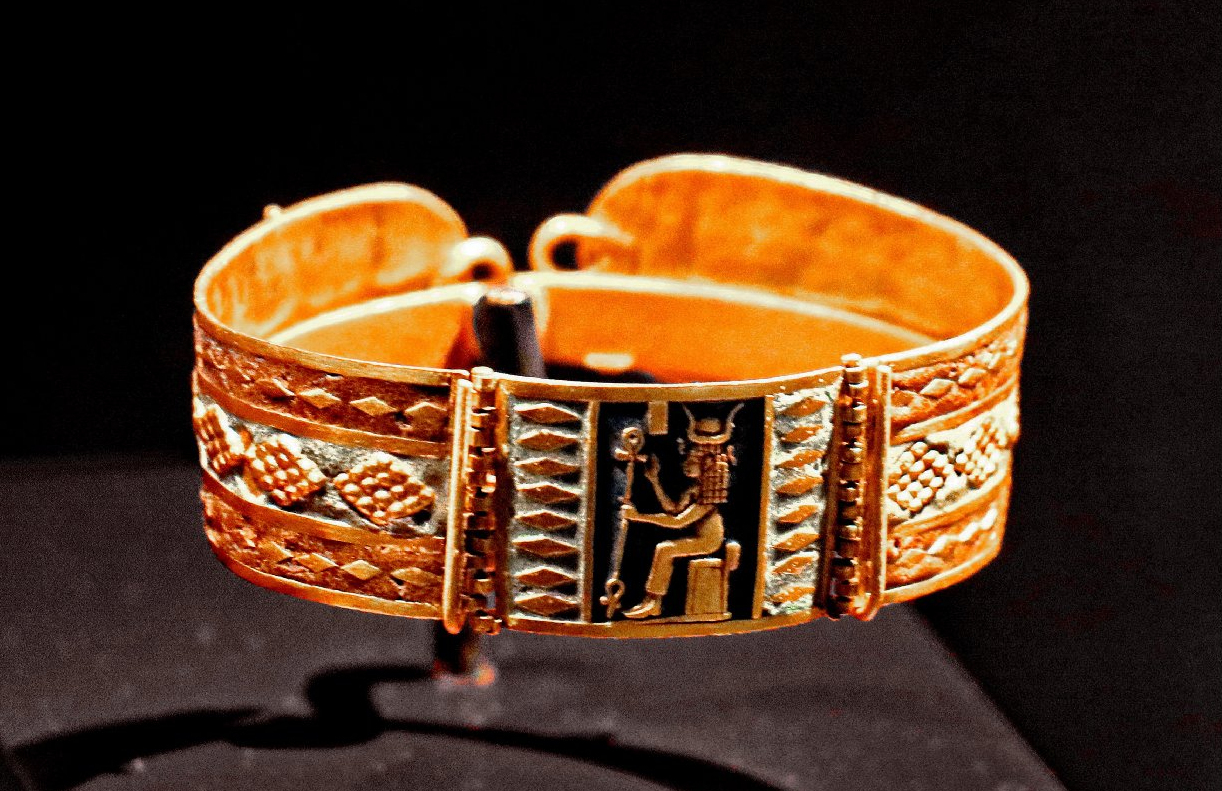
سوار ذهبي وجد في مقبرة أحد أفراد العائلة الملكية بجبل البركل.
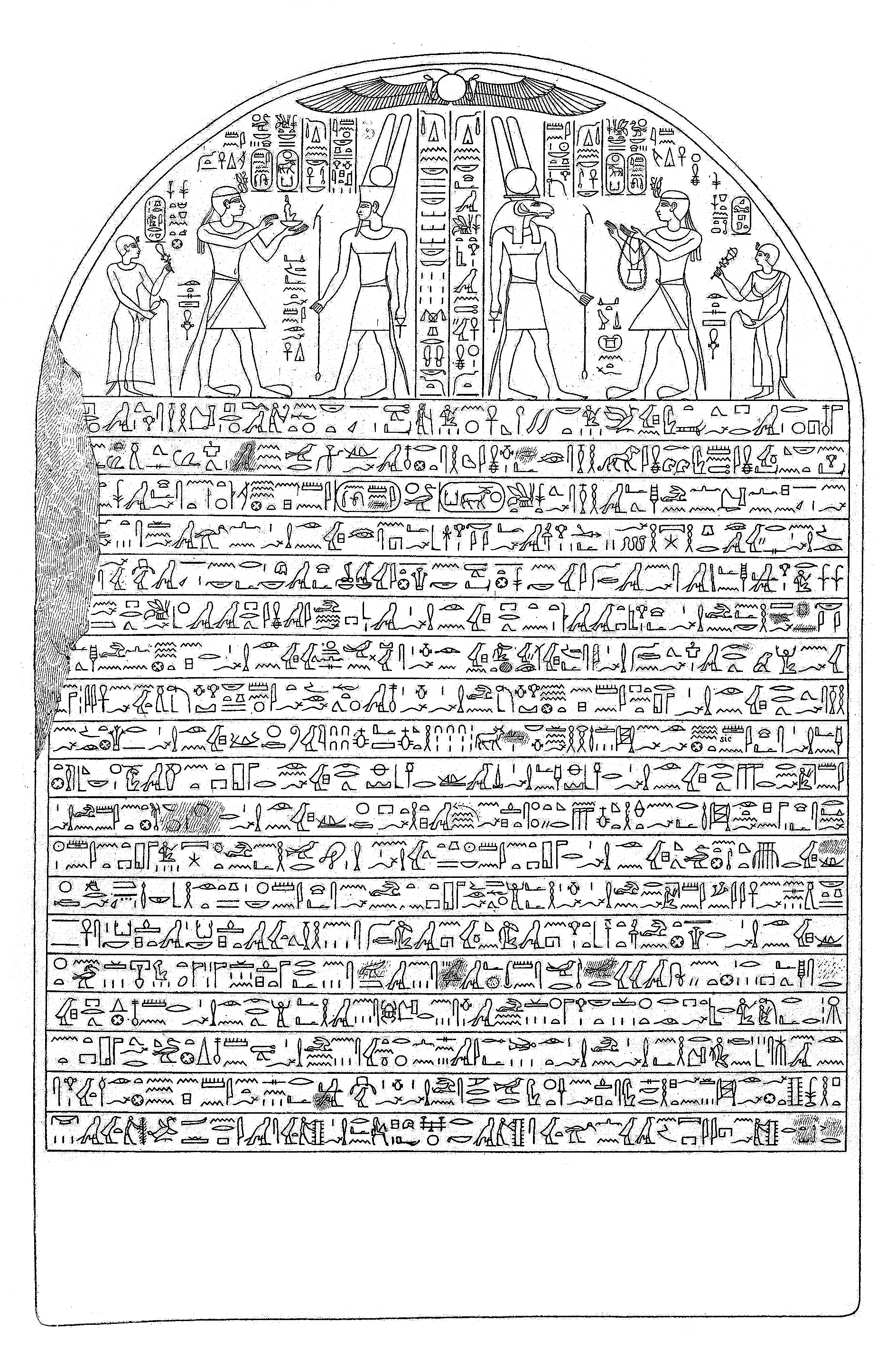
جزء من مسلة تنوت أماني. متحف المصري
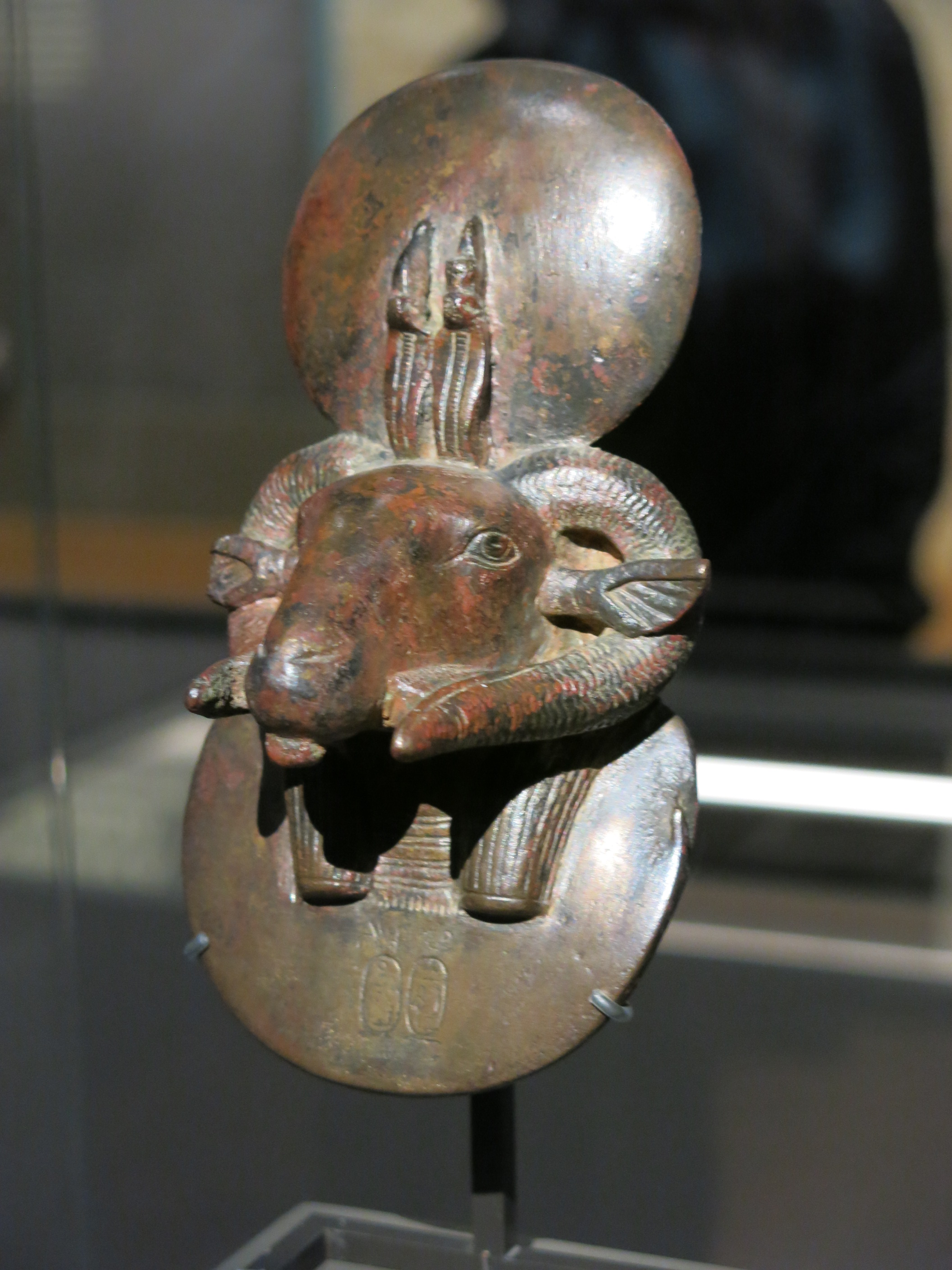
الفرعون تانويتماني (664-656 ق.م). اكتُشف في جبل البركل. متحف اللوفر
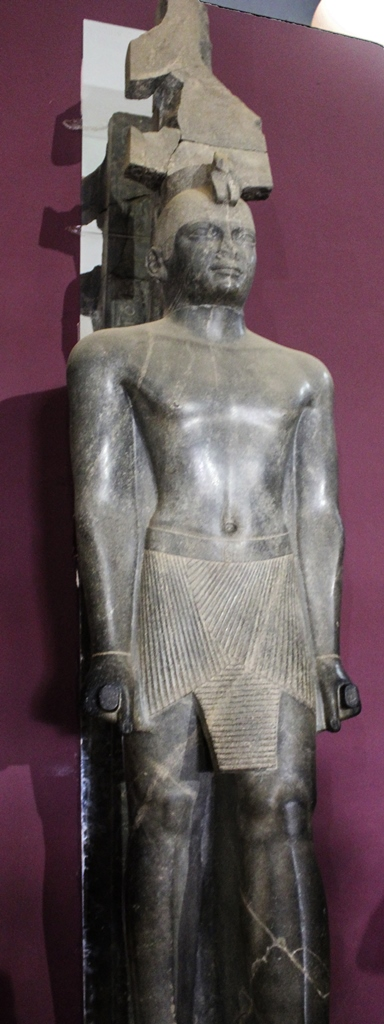
تمثال الفرعون طهارقو في المتحف القومي السوداني
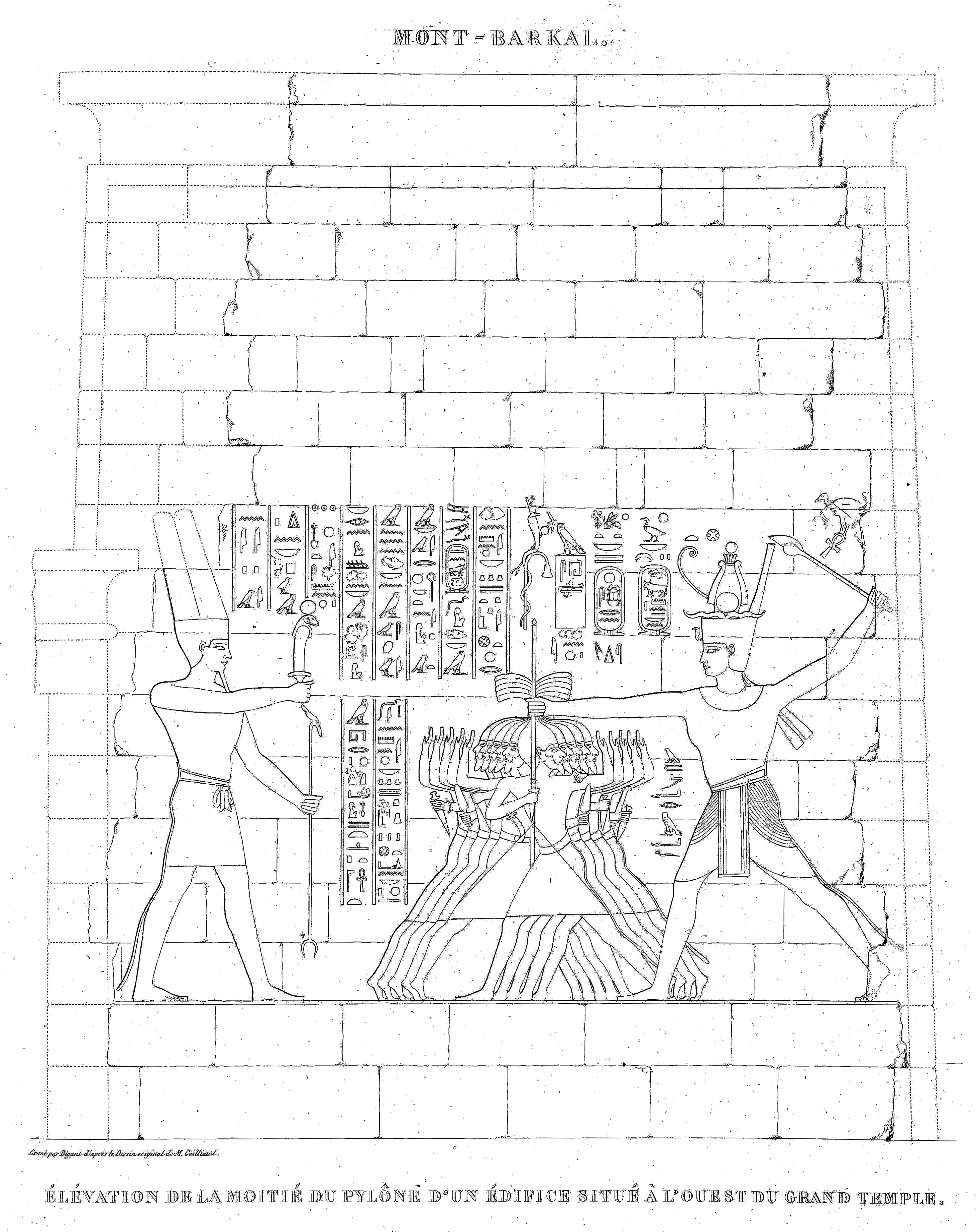
سينكامانيسكين يقتل الأعداء في جبل البركل.
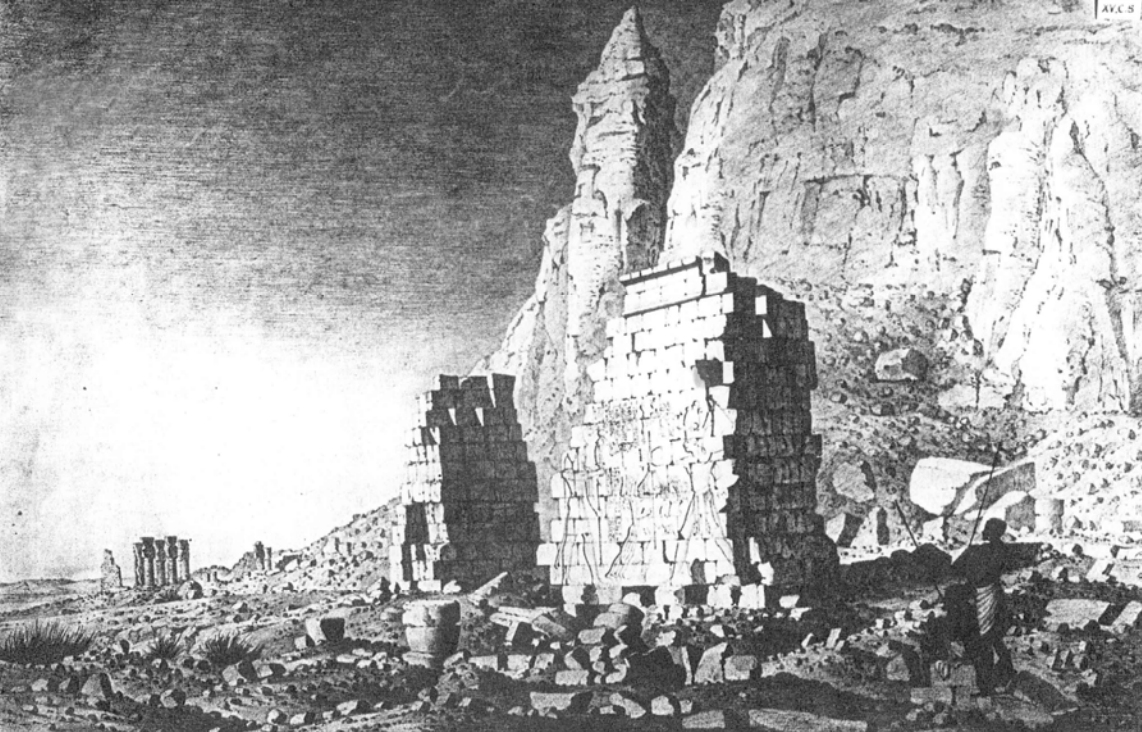
أطلال معبد B700 في جبل البركل مع نقش بارز لسينكامانيسكين
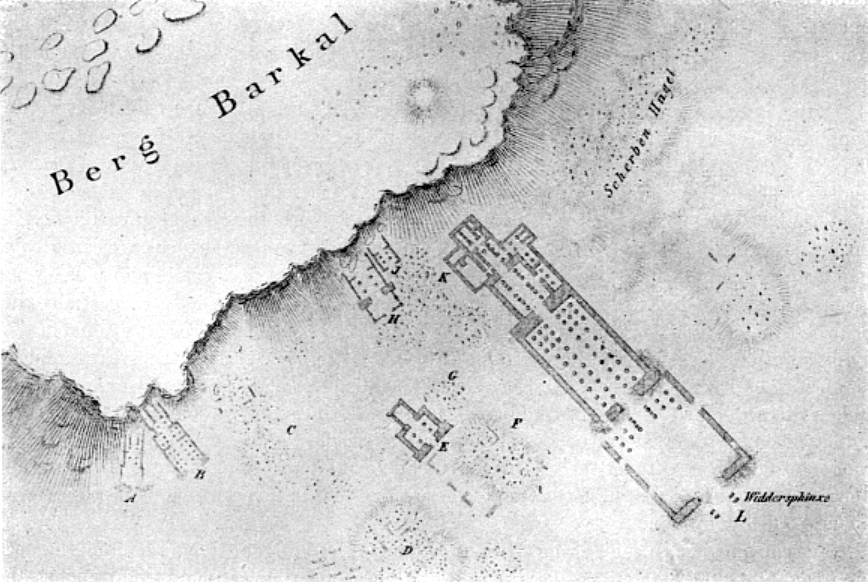
خريطة  لرحلة متحف هارفارد-بوسطن عام ١٩١٦ إلى جبل البركل
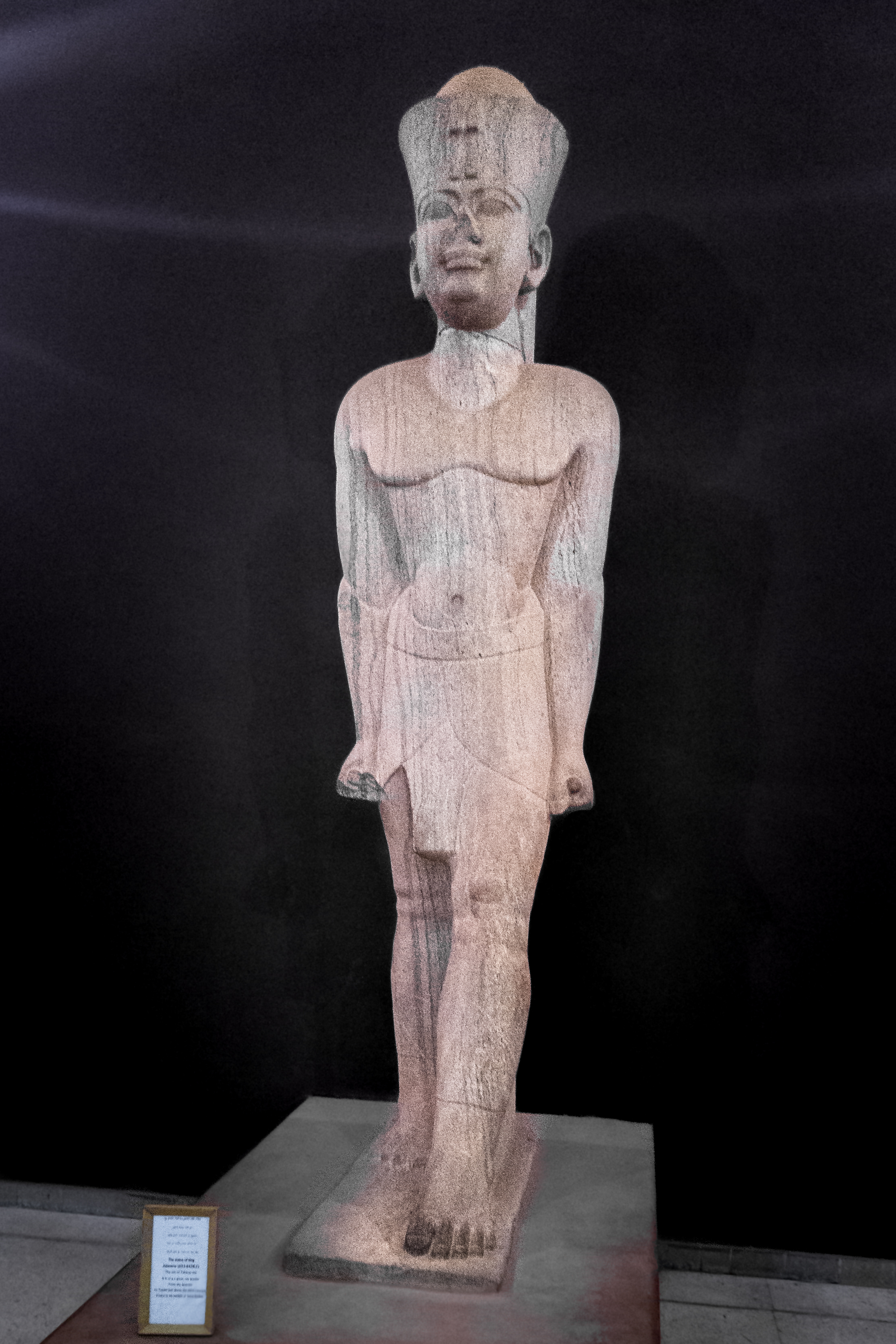
تمثال الملك أطلانرس.في 1916، عثر عليه في جبل البركل. وهو الآن في متحف السودان القومي.
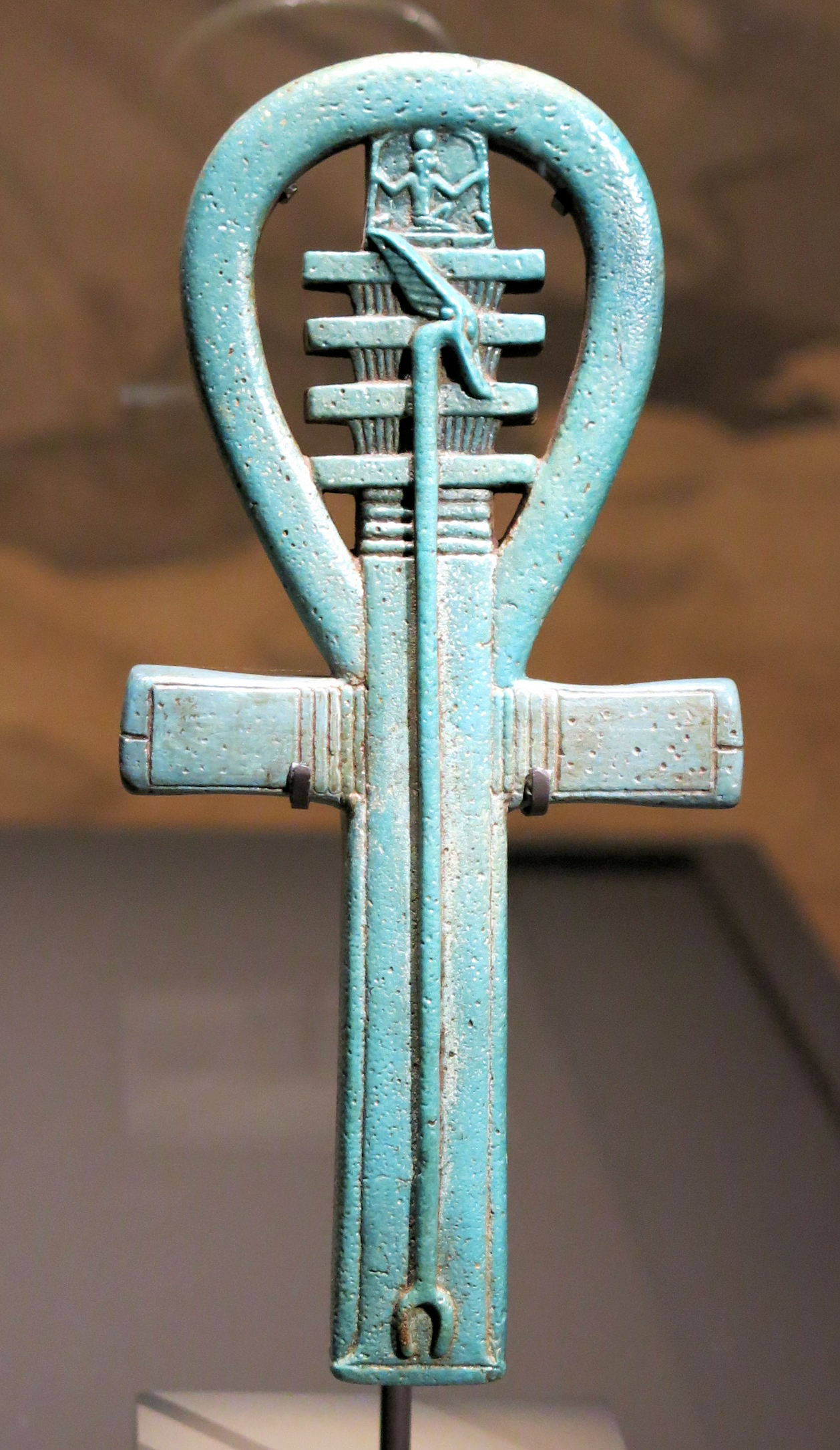
جبل البركل، الأسرة 25.  عنخ-جد-واس (المتحف البريطاني، EA 54412).
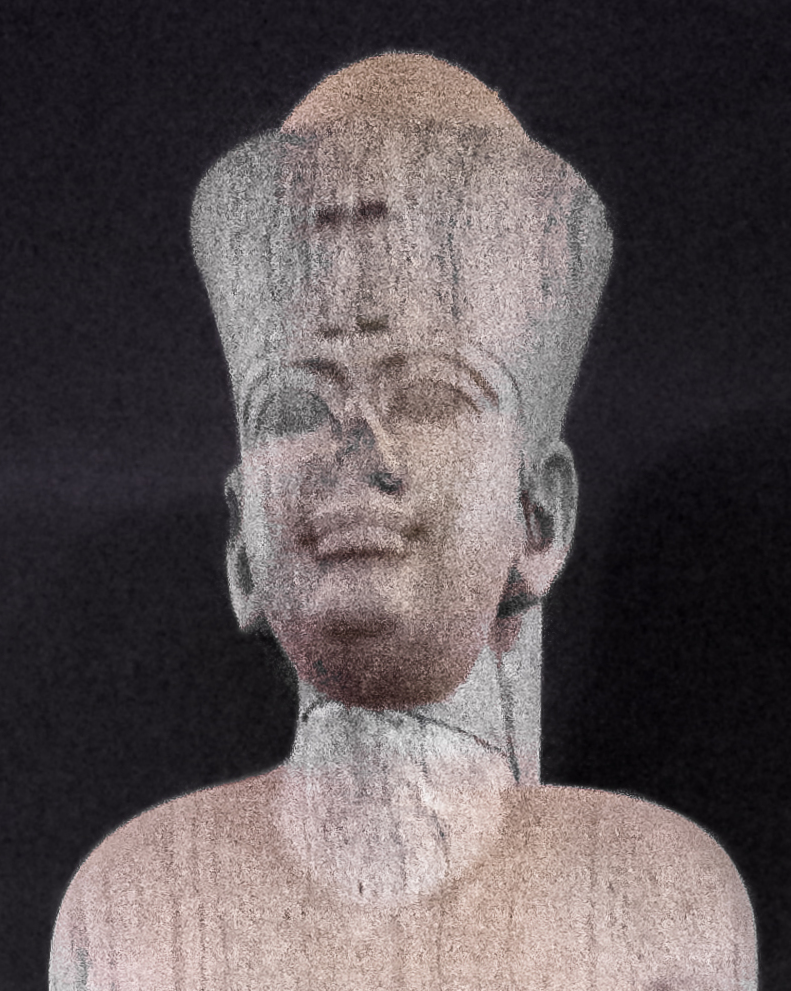
رأس تمثال للملك الكوشي أتلانيرسا
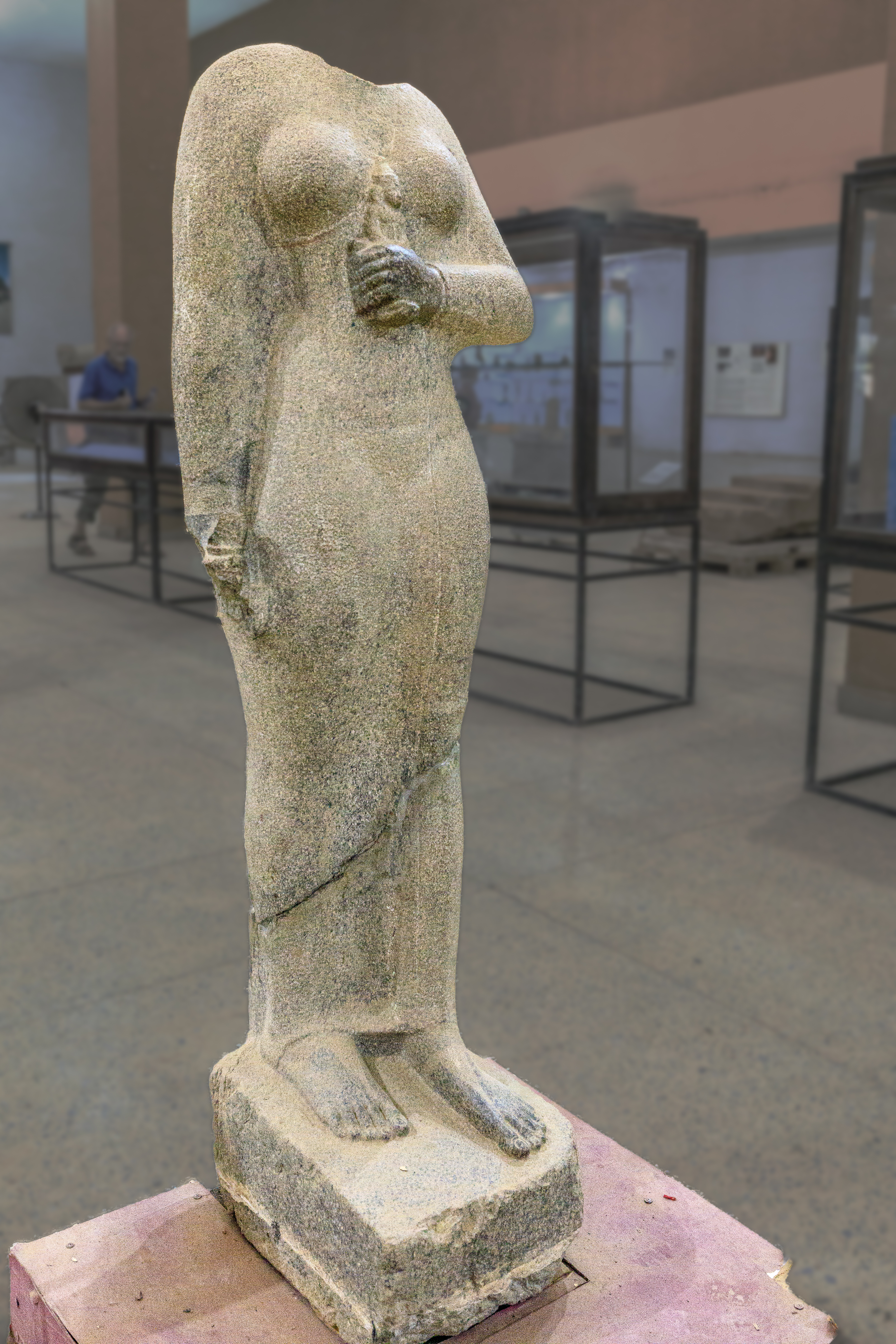
تمثال الملكة أماني ماليل.  عثر عليه عام ١٩١٦  في جبل البركل.